# GlassFish
GlassFish è un application server Jakarta EE open source inizialmente sviluppato da Sun Microsystems, poi finanziato da Oracle Corporation e attualmente ospitato da Eclipse Foundation grazie ai contributi di OmniFish, Fujitsu e Payara.
GlassFish 5.0 offre pieno supporto alle specifiche Java EE 8 (ne è l'implementazione di riferimento) con le ultime versioni delle API per le tecnologie quali, ad esempio: Java Servlet 4, JavaServer Pages (JSP 2.3), Enterprise JavaBeans (EJB 3.2), Java Persistence API (JPA 2.1), Contexts and Dependency Injection (CDI 2.0), Java Message Service (JMS 2.0), ecc.
In passato, esistevano due versioni, una commerciale chiamata Oracle GlassFish Server; ed una supportata dalla community Java chiamata GlassFish Server Open Source Edition. Quest'ultima è pubblicata sotto doppia licenza: CDDL e GNU GPL con Classpath Exception.
Rispetto alla versione community, la versione commerciale (disponibile per la valutazione tramite licenza OTN - Oracle Technology Network) oltre ad offrire tutte le funzionalità della Open Source Edition, ne aggiungeva altre che garantiscono migliori prestazioni, backup automatico e monitoraggio dei dati.
Dal novembre 2013, la versione commerciale di Glassfish è stata ritirata. Per fornire supporto commerciale agli utenti di Glassfish, è stato creato un server derivato da Glassfish e chiamato Payara.